# Streptocarpus ionanthus
La violetta africana (Streptocarpus ionanthus (H.Wendl.) Christenh., 2012) è una pianta succulenta appartenente alla famiglia delle Gesneriaceae.

## Descrizione
La pianta ha le foglie cuoriformi e vellutate ricoperte da una peluria. I fiori sono di colori vari con delle antere gialle.

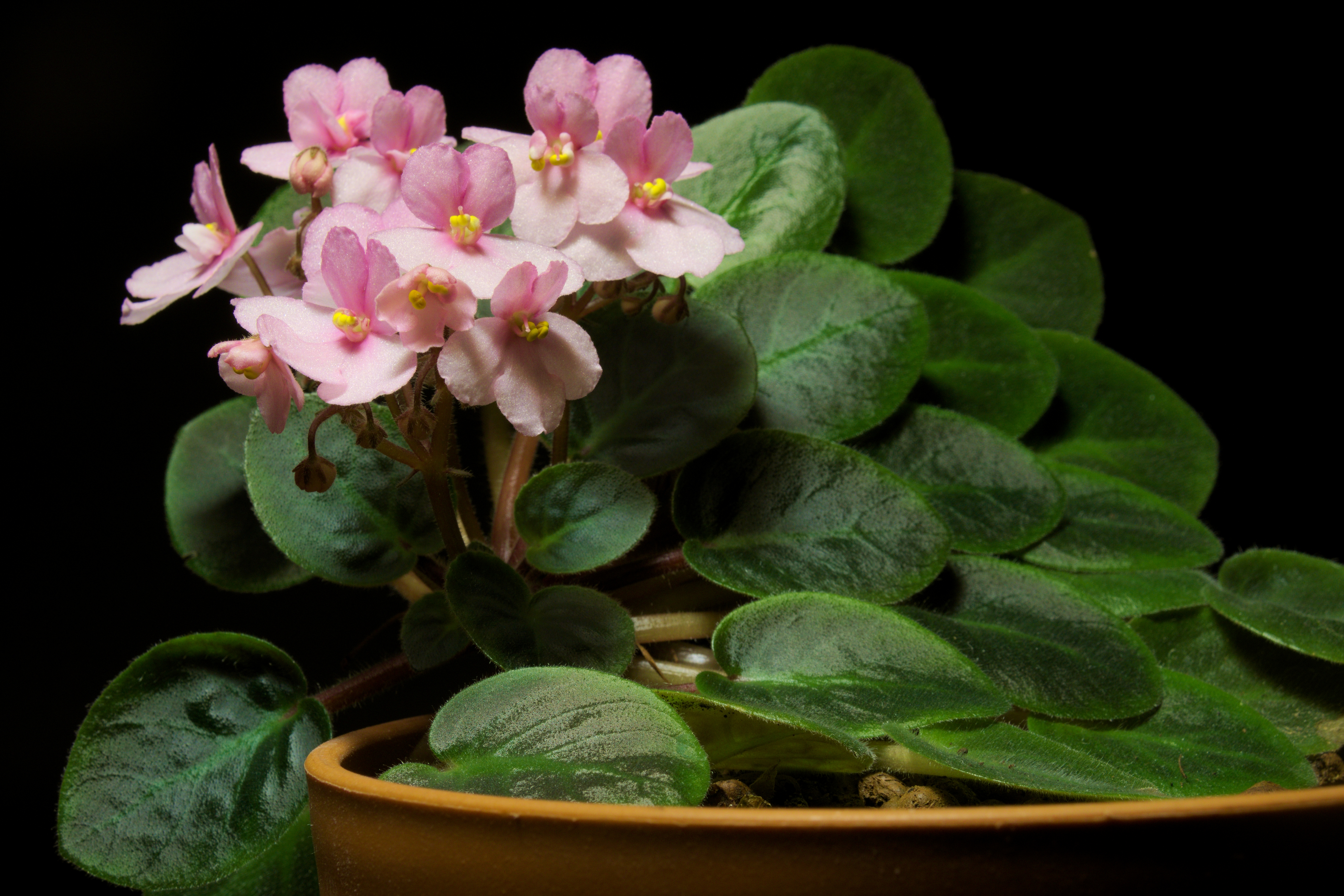
I fiori
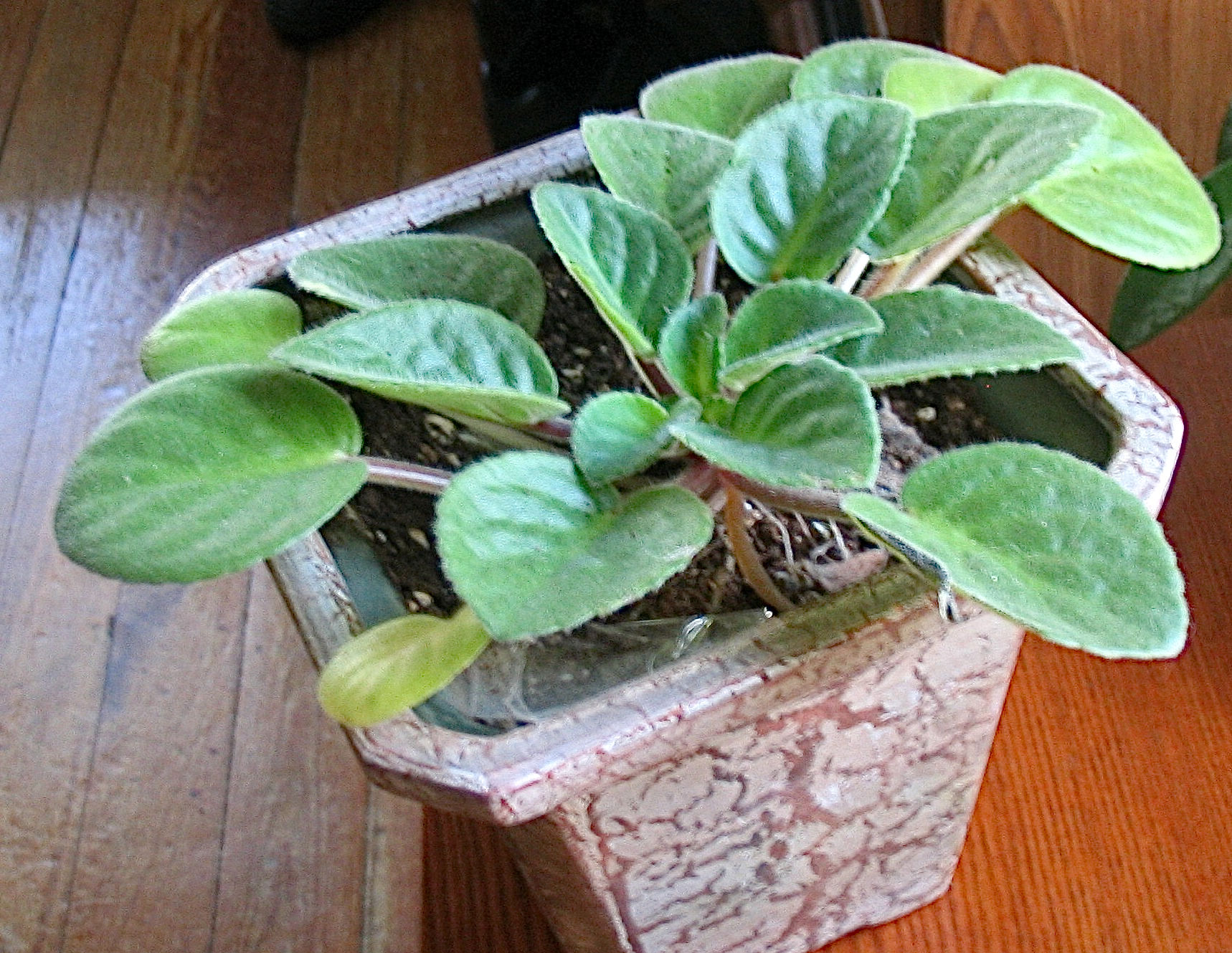
Le foglie

## Distribuzione e habitat
La pianta è originaria delle zone montuose tropicali della Tanzania e del Kenya.

## Tassonomia
Sono note le seguenti sottospecie:
- Streptocarpus ionanthus subsp. ionanthus - sottospecie nominale
- Streptocarpus ionanthus subsp. grandifolius (B.L.Burtt) Christenh.
- Streptocarpus ionanthus subsp. grotei (Engl.) Christenh.
- Streptocarpus ionanthus subsp. mafiensis (I.Darbysh. & Pócs) Christenh.
- Streptocarpus ionanthus subsp. occidentalis (B.L.Burtt) Christenh.
- Streptocarpus ionanthus subsp. orbicularis (B.L. Burtt) Christenh.
- Streptocarpus ionanthus subsp. pendulus (B.L. Burtt) Christenh./small>

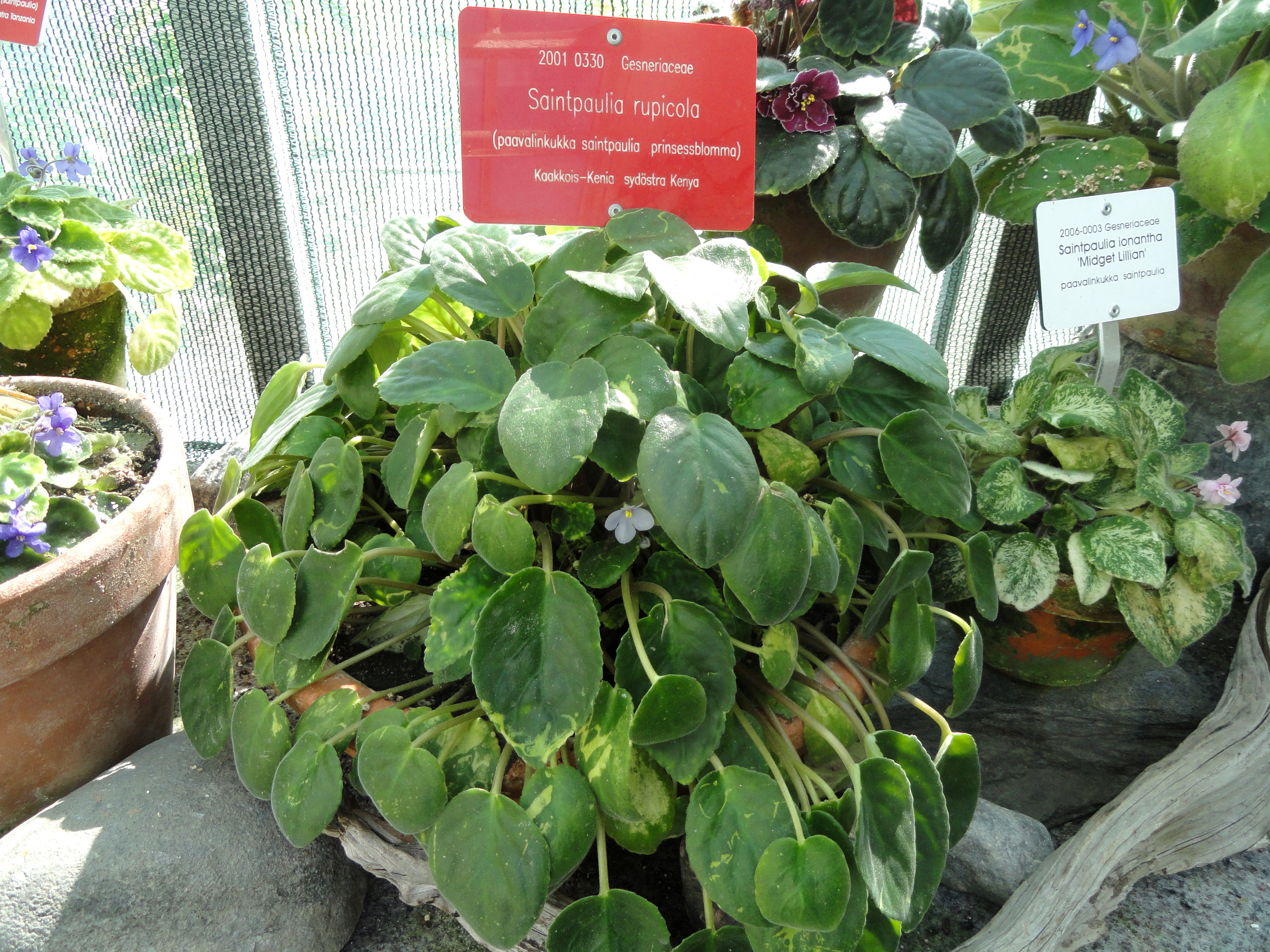
Saintpaulia ionantha rupicola
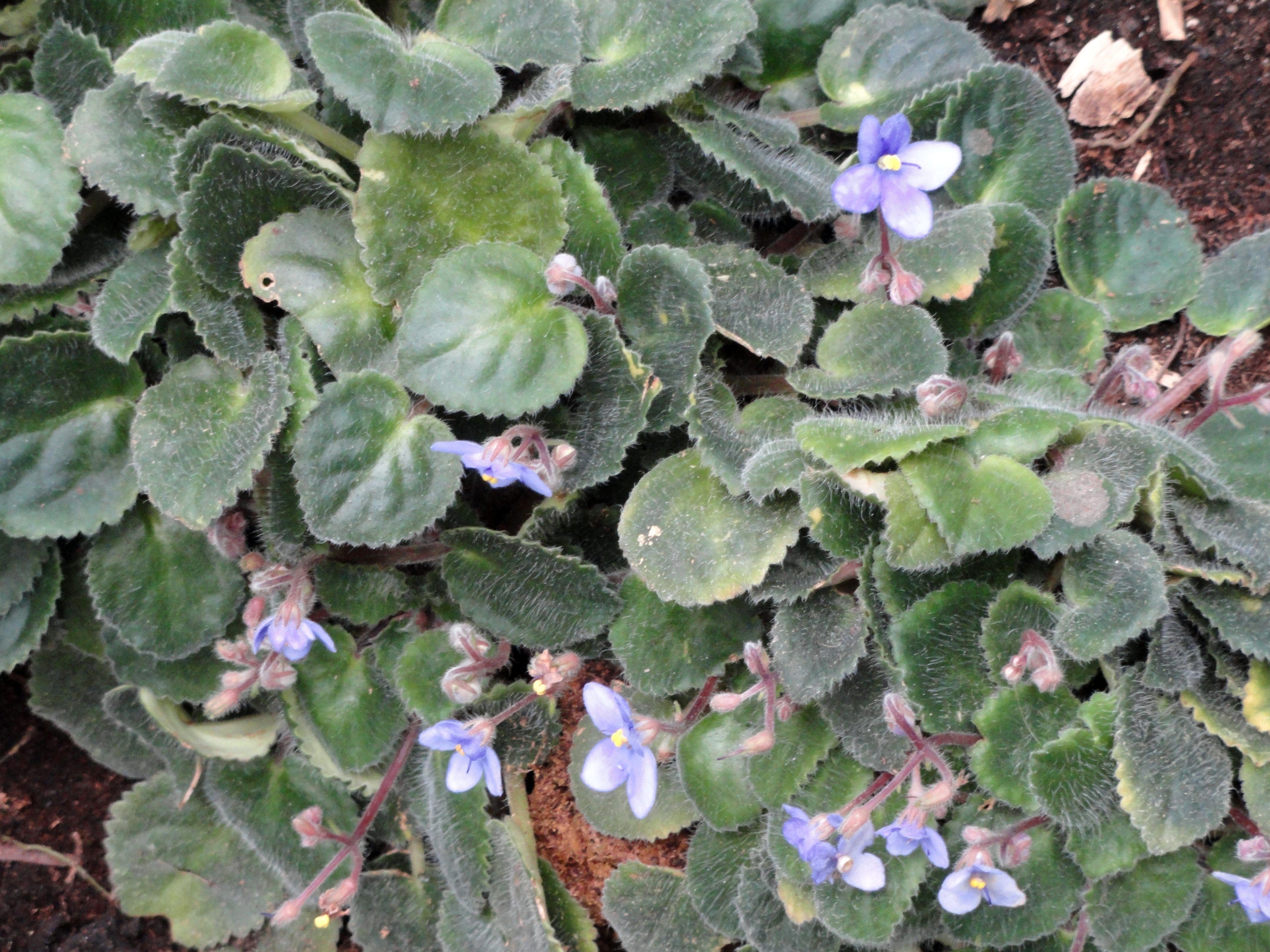
Saintpaulia ionantha velutinus